# Новошипуново
Новошипуно́во (рос. Новошипуново) — село у складі Краснощоковського району Алтайського краю, Росія. Адміністративний центр та єдиний населений пункт Новошипуновської сільської ради.

## Населення
Населення — 1321 особа (2010; 1466 у 2002).
Національний склад (станом на 2002 рік):
- росіяни — 99 %